# كريغ كاثكارت

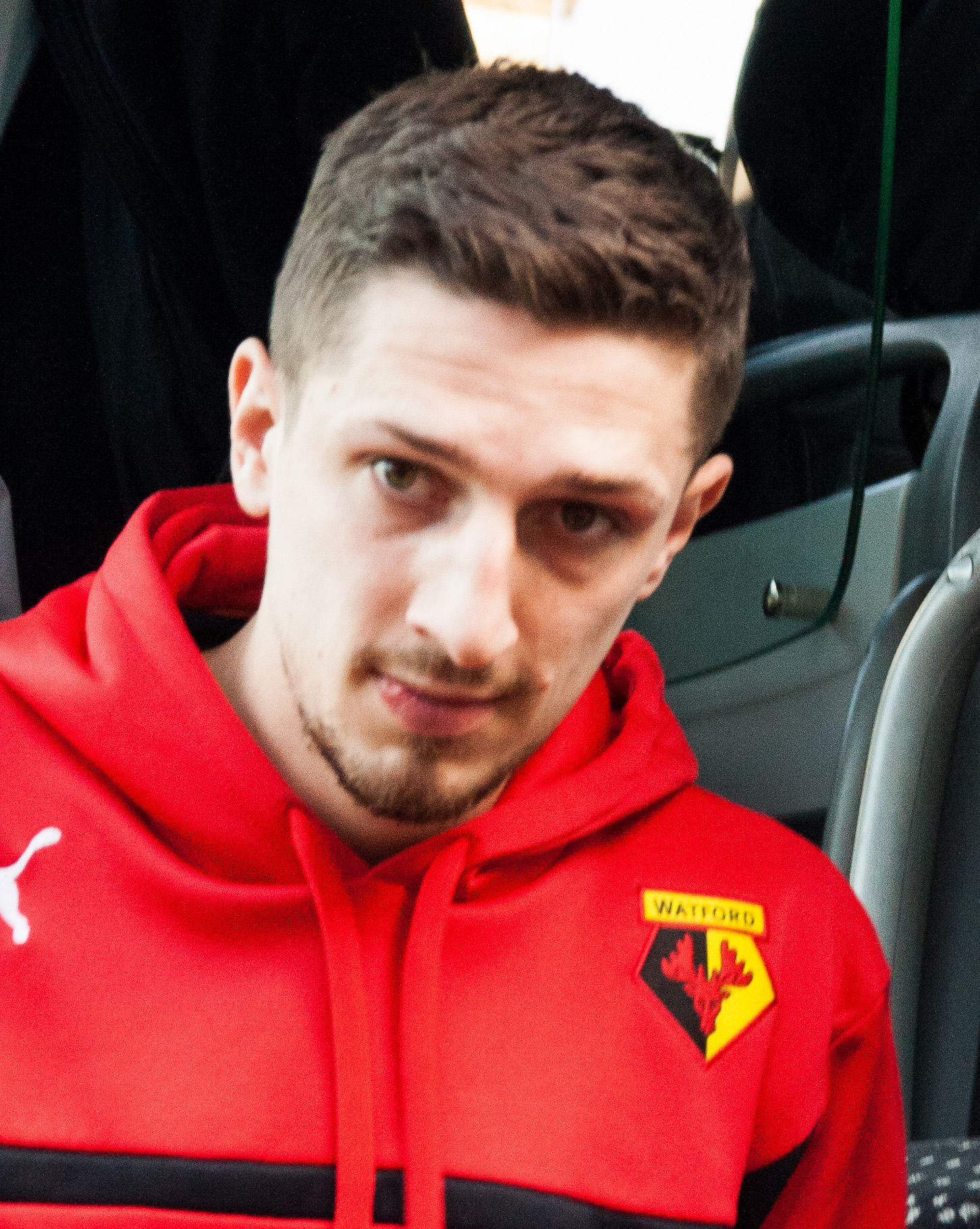

كريغ كاثكارت (بالإنجليزية: Craig Cathcart)‏ (من مواليد 6 فبراير 1989 في بلفاست في إيرلندا الشمالية) هو لاعب كرة قدم إيرلندي شمالي. يلعب حاليا في صفوف فريق نادي واتفورد.

## مسيرته الرياضية
تدرج في الفئات السنية بدءاً من مدرسة اليونايتد بلفاست للموهوبين. بدأ مسيرته الكروية مع نادي مانشستر يونايتد الإنجليزي كلاعب محترف في صيف عام 2005. وكسب في موسم 2006 / 2007 جائزة جيمي ميرفي لأفضل لاعب شاب في العام ، بعد أن كسب عدد من المباريات مع فريق الأول. لكنه لم يلعب في مباراة تنافسية رسمية لمانشستر يونايتد ، وقضى فترات إعارة في أندية: رويال أنتويرب البلجيكي و بلايموث ارغيل و واتفورد الإنجليزيين.
وفي صيف 2009/2010 انتقل كاثكارت إلى نادي بلاكبول في صفقة غير معلنة القيمة ووقع على عقد مدته ثلاث سنوات قابل للتمديد عاماً إضافياً.

## روابط خارجية
- كريغ كاثكارت على موقع الاتحاد الدولي (مؤرشف)  (الإنجليزية)
- كريغ كاثكارت على موقع الاتحاد الأوربي (الإنجليزية)
- كريغ كاثكارت على موقع قاعدة بيانات كرة القدم.إي يو (الإنجليزية)
- كريغ كاثكارت على موقع ناشيونال فوتبول تيمز (الإنجليزية)
- كريغ كاثكارت على موقع Soccerbase.com (لاعب) (الإنجليزية)
- كريغ كاثكارت على موقع Soccerway.com (الإنجليزية)
- كريغ كاثكارت على موقع عالم كرة القدم.نت (الإنجليزية)
- كريغ كاثكارت على موقع كووورة
- كريغ كاثكارت على موقع AS.com (الإسبانية)